# Katagum
Katagum è una delle venti aree a governo locale (local government areas) in cui è suddiviso lo Stato di Bauchi, nella Repubblica Federale della Nigeria.
Si estende su una superficie di 1.436 km² e conta una popolazione di 295.970 abitanti.